# Aloina catillum
Aloina catillum är en bladmossart som beskrevs av Brotherus 1902. Aloina catillum ingår i släktet toffelmossor, och familjen Pottiaceae. Inga underarter finns listade i Catalogue of Life.